# 13622 McArthur
13622 McArthur eller 1995 HY2 är en asteroid i huvudbältet som upptäcktes den 26 april 1995 av Spacewatch vid Kitt Peak-observatoriet. Den är uppkallad efter programmeraren Guy McArthur.
Asteroiden har en diameter på ungefär 10 kilometer